# Boom Boom Rocket
Boom Boom Rocket — аркадная игра, разработанная студией Bizarre Creations, и выпущенная эксклюзивно для Xbox LIVE Arcade.

## Геймплей
Жанр: Аркада, Музыкальный. Суть игры — набирать очки, за попадание 4 кнопками в «фейерверки». За попадания вовремя в такт мелодии вы увидите салют и будете набирать очки, за провал — комбо-шкала перестанет увеличиваться, и вы не будете набирать очки. За прохождение «песни» будет открываться новые виды фейерверков.

## Отзывы
| Сводный рейтинг | Сводный рейтинг |
| Агрегатор       | Оценка          |
| --------------- | --------------- |
| GameRankings    | 69,20 %         |